# Blue-Ridge-Klasse
Die Blue-Ridge-Klasse ist eine Schiffsklasse von zwei Kommandoschiffen für amphibische Kriegsführung der United States Navy.

## Geschichte
Die Schiffe der Blue-Ridge-Klasse wurden zu Beginn der sechziger Jahre als Ersatz für die veralteten Kommandoschiffe geplant, die zum Teil noch aus dem Zweiten Weltkrieg stammten. 1963 wurde der Bauauftrag für das erste Schiff erteilt, zwei weitere sollten folgen, 1968 wurde der Bauauftrag für das dritte Schiff jedoch storniert. Die USS Blue Ridge wurde im Philadelphia Naval Shipyard gebaut und lief 1969 vom Stapel, im folgenden Jahr wurde sie in Dienst gestellt. Ihr Schwesterschiff Mount Whitney wurde bei Newport News Shipbuilding gebaut und stieß 1971 später zur US-Marine. Die Werftkosten betrugen etwa 36 Millionen US-Dollar, die Gesamtkosten der Schiffe lagen bei etwa 75 Millionen pro Einheit.
Die Blue Ridge wurde der Pazifikflotte zugeteilt, seit 1979 dient sie als Flottenflaggschiff der 7. US-Flotte. Die Mount Whitney wurde im Atlantik eingesetzt, seit 2005 ist sie Flaggschiff der 6. US-Flotte.

## Technik

### Rumpf und Antrieb
Der Rumpf der Blue-Ridge-Klasse basiert auf den amphibischen Angriffsschiffen der Iwo-Jima-Klasse.
Der Rumpf wurde gegenüber diesen geringfügig auf 189 Meter verlängert, die Rumpfbreite an der Wasserlinie beträgt 25,3 Meter. Das Deck hat eine maximale Breite von 33 Metern. Die Antriebsanlage besteht aus zwei ölgefeuerten Dampfkesseln, die eine einzelne Getriebeturbine speisen. Diese gibt ihre Leistung von 22.000 PS an eine einzelne Welle ab. Die Reichweite beträgt 13.000 Seemeilen bei 16 Knoten, die Maximalgeschwindigkeit beträgt 21,5 Knoten. An beiden Seiten wurden breite Seitendecks angebracht, um Bei- und Landungsboote unterbringen zu können. Die Schiffe verfügen über einen großen Hubschrauberlandeplatz auf dem Achterdeck, auf dem Oberdeck befinden sich zahlreiche Antennen und Radaranlagen. Mittschiffs befindet sich der Brückenaufbau mit der Mack und den Hauptradaranlagen, dahinter ein einzelner freistehender Elektronikmast.

### Ausstattung
Bewaffnet waren die Schiffe bei Indienststellung ursprünglich mit zwei 3-Zoll-Zwillingsgeschützen auf dem Vordeck, 1974 wurden zwei Sea-Sparrow-Starter achtern der Brückenaufbauten installiert. Die Feuerleitung der 3-Zoll-Geschütze übernahmen zwei Mk.-56-Feuerleitanlagen, die Luftabwehrraketen wurden durch zwei Mk.-115-Systeme gesteuert. Seit den 1980er Jahren befinden sich zwei Phalanx CIWS zur Nahbereichsverteidigung an Bord, die Geschütze und die Lenkwaffenstarter wurden zusammen mit den Feuerleitanlagen 1992 entfernt.
Die Schiffe verfügen über eine umfangreiche elektronische Ausstattung, zu den Radaranlagen (AN/SPS-10, AN/SPS-40, AN/SPS-48) kommen umfangreiche Kommunikations- und Datenverarbeitungsanlagen, die den eingeschifften Stab bei seiner Arbeit unterstützen. Alle Räume unter Deck sind klimatisiert, die Schiffe verfügen zudem über Fotolabors und Dokumentationseinrichtungen.